# Sandra Auffarth
Sandra Auffarth (Delmenhorst, 27 december 1986) is een Duits amazone gespecialiseerd in eventing. Auffarth won tijdens de Olympische Zomerspelen 2012 de gouden medaille in de landenwedstrijd en de bronzen medaille individueel. Twee jaar later tijdens de Wereldruiterspelen 2014 won Auffarth zowel de wereldtitel individueel als in de landenwedstrijd. Tijdens de Olympische Zomerspelen 2016 werd ze individueel elfde en won met de Duitse ploeg de zilveren medaille.

## Resultaten
- Olympische Zomerspelen 2012 in Londen  individueel eventing met Opgun Louvo
- Olympische Zomerspelen 2012 in Londen  landenwedstrijd eventing met Opgun Louvo
- Wereldruiterspelen 2014 in Normandië  individueel eventing met Opgun Louvo
- Wereldruiterspelen 2014 in Normandië  landenwedstrijd eventing met Opgun Louvo
- Olympische Zomerspelen 2016 in Rio de Janeiro 11e individueel eventing met Opgun Louvo
- Olympische Zomerspelen 2016 in Rio de Janeiro  landenwedstrijd eventing met Opgun Louvo

1912: Nordlander, Adlercreutz, Casparsson,  Horn af Åminne ·
1920: Mörner, Lundström, von Braun,  Dyrsch ·
1924: Van der Voort van Zijp, Pahud de Mortanges, De Kruijff,  Colenbrander ·
1928: Pahud de Mortanges, De Kruijff, Van der Voort van Zijp ·
1932: Thomson, Chamberlin, Argo ·
1936: Stubbendorf, Lippert, von Wangenheim ·
1948: Henry, Anderson, Thomson ·
1952: von Blixen-Finecke, Stahre, Frölén ·
1956: Weldon, Rook, Hill ·
1960: Morgan, Lavis, Roycroft ·
1964: Checcoli, Angioni, Ravano ·
1968: Allhusen, Meade, Jones ·
1972: Meade, Gordon-Watson, Parker, Phillips ·
1976: Coffin, Plumb, Davidson, Tauskey ·
1980: Blinov, Salnikov, Volkov, Rogosjin ·
1984: Plumb, Stives, Fleischmann, Davidson ·
1988: Erhorn, Baumann, Kaspareit, Ehrenbrink ·
1992: Green, Rolton, Hoy, Ryan ·
1996: Schaeffer, Rolton, Hoy, Dutton ·
2000: Dutton, Hoy, Tinney, Ryan ·
2004: Boiteau, Lyard, Courrèges, Teulère, Touzaint ·
2008: Thomsen, Ostholt, Dibowski, Klimke, Romeike ·
2012: Auffarth, Jung, Klimke, Schrade, Thomsen ·
2016: Laghouag, Lemoine, Nicolas, Vallette ·
2020: Collett, McEwen, Townend ·
2024: Canter, Collett, McEwen